# Raillietina
 (février 2018).
Si vous disposez d'ouvrages ou d'articles de référence ou si vous connaissez des sites web de qualité traitant du thème abordé ici, merci de compléter l'article en donnant les références utiles à sa vérifiabilité et en les liant à la section « Notes et références ».
Genre
Raillietina est un genre de vers cestodes dont de nombreux parasites des vertébrés, principalement d'oiseaux. Ce genre a été nommé ainsi en l'honneur du vétérinaire Alcide Railliet.

## Liste des espèces
N.B. : cette liste est peut-être incomplète.
- Raillietina allomyodes
- Raillietina anatina
- Raillietina apivori
- Raillietina australis
- Raillietina baeri
- Raillietina beveridgei
- Raillietina carneostrobilata
- Raillietina celebensis
- Raillietina cesticillus (en)
- Raillietina chiltoni
- Raillietina clerci
- Raillietina coturnixi
- Raillietina crassula
- Raillietina cyrtus
- Raillietina demerariensis
- Raillietina dromaius
- Raillietina echinobothrida
- Raillietina friedbergeri
- Raillietina graeca
- Raillietina grobbeni
- Raillietina joyeuxi
- Raillietina loeweni
- Raillietina michaelseni
- Raillietina micracantha
- Raillietina mitchelli
- Raillietina melomyos
- Raillietina moldavica
- Raillietina multicapsulata
- Raillietina olicapsulata
- Raillietina pici
- Raillietina pintneri
- Raillietina sonini
- Raillietina tetragona (en)
- Raillietina volzi
- Raillietina weissi